# 수열의 극한

단위원의 외접 n각형의 둘레의 수열의 극한은 단위원의 둘레(=2π)와 같다. 단위원의 내접 n각형의 둘레의 수열의 극한 역시 이와 같다.

해석학에서, 수열의 극한(極限, 영어: limit)은 수열이 한없이 가까워지는 값이다. 직관적으로, an이 n이 커짐에 따라 어떤 고정된 값 a에 제한이 없이 가까워진다면, (an)이 a로 수렴(收斂)한다고 하며, a를 (an)의 극한이라고 한다. 어디로도 수렴하지 않는 수열을 발산(發散)한다고 한다. 예를 들어, 수열 (1/n)은 0에 한없이 가까워지므로 수렴하며, 그 극한은 0이다. 반면 수열 ((-1)n)은 어떤 고정된 값에 한없이 가까워지지 않으므로 발산한다. 수열의 극한의 개념은 실수 공간을 비롯한 거리 공간을 비롯한 위상 공간에서 논의할 수 있다.

## 역사
엘레아의 제논은 극한 과정과 관련된 역설인 제논의 역설로 유명하다.
레우키포스 · 데모크리토스 · 안티폰 · 크니도스의 에우독소스 · 아르키메데스는 실진법, 즉 무한수열에 의한 근사를 통해 넓이나 부피를 구하는 방법을 만들었다. 아르키메데스는 지금은 기하 급수라고 불리는 것의 합을 구하는 데 성공했다.
아이작 뉴턴은 그의 《무한 급수 해석》(1669년 작성, 1711년 원고 출판) · 《유율법과 무한 급수》(1671년 작성, 1736년 영어 번역본 출판) · 《곡선 구적법 논문》(1693년 작성, 1704년 그의 《광학》의 부록에 출판)에서 급수에 대해 다루었다. 
18세기, 레온하르트 오일러를 비롯한 수학자들은 일부 발산 급수의 합을 정확한 때에 멈추는 방법을 통해 계산하였다. 이들은 계산만 가능하면 급수의 수렴 여부에 관심을 갖지 않았다. 18세기 말, 조제프루이 라그랑주는 《해석 함수 이론》(라틴어: Théorie des fonctions analytiques, 1797년)에서 엄밀한 논의의 결여가 미적분학의 더 이상의 발전을 막고 있다고 주장하였다. 카를 프리드리히 가우스는 그의 초기하 급수 작품(1813년)에서 급수가 수렴할 조건을 처음 엄밀하게 연구하였다.
베르나르트 볼차노는 《이항 정리》(독일어: Der binomische Lehrsatz, 1816년)에서 수열의 극한의 현대적 정의를 제시하였으나, 당시에는 주목받지 못했다. 카를 바이어슈트라스 역시 1870년대에 수열의 극한의 현대적 정의를 제시하였다

## 실수 수열

### 정의
실수 수열 {\displaystyle (a_{n})_{n=0}^{\infty }\in \mathbb {R} ^{\mathbb {N} }}의 극한은 다음 조건을 만족시키는 실수 {\displaystyle a\in \mathbb {R} }이다.
- 임의의 실수 {\displaystyle \epsilon >0}에 대하여, 모든 {\displaystyle n>N}에 대하여 {\displaystyle |a_{n}-a|<\epsilon }이게 되는 자연수 {\displaystyle N\in \mathbb {N} }이 존재한다.

이를
{\displaystyle a_{n}\to a\qquad (n\to \infty )}
또는
{\displaystyle \lim _{n\to \infty }a_{n}=a}
와 같이 표기한다. 즉, 실수 수열의 극한은 항이 궁극적으로 임의 오차 범위 이내로 근접하는 값이다.

### 성질
수렴하는 수열은 다음과 같은 성질을 갖는다.
- 수렴 수열의 극한은 유일하다.

증명:
{\displaystyle a<b} 둘 다 {\displaystyle (a_{n})_{n=0}^{\infty }}의 극한이라고 가정하고 모순을 유도하자. 정의 속 {\displaystyle \epsilon =(b-a)/2}의 경우에 의해 {\displaystyle a_{n}<a+\epsilon =b-\epsilon <a_{n}}인 {\displaystyle n}이 존재한다. 이는 모순이다.
- 수렴 수열 {\displaystyle (a_{n})_{n=0}^{\infty }}은 유계 수열이다.

증명:
{\displaystyle \lim _{n\to \infty }a_{n}=a}이라고 하고 상하계를 찾자. 정의 속 {\displaystyle \epsilon =1}의 경우에 의해 임의의 {\displaystyle n>N}에 대하여 {\displaystyle |a_{n}|\leq |a_{n}-a|+|a|<1+|a|}인 {\displaystyle N}이 존재한다. 유한 집합의 최댓값 {\displaystyle M=\max\{|a_{1}|,|a_{2}|,\dots ,|a_{N}|,1+|a|\}}은 임의의 {\displaystyle n}에 대하여 {\displaystyle |a_{n}|\leq M}을 만족시킨다.
- 수렴 수열 {\displaystyle (a_{n})_{n=0}^{\infty }}, {\displaystyle (b_{n})_{n=0}^{\infty }}이 모든 {\displaystyle n>N}에 대하여 {\displaystyle a_{n}\leq b_{n}}이게 되는 {\displaystyle N}이 존재한다면, {\displaystyle \lim _{n\to \infty }a_{n}\leq \lim _{n\to \infty }b_{n}}이다.

증명:
이는 바로 다음 명제의 대우이다.
- 수렴 수열 {\displaystyle (a_{n})_{n=0}^{\infty }}, {\displaystyle (b_{n})_{n=0}^{\infty }}이 {\displaystyle \lim _{n\to \infty }a_{n}<\lim _{n\to \infty }b_{n}}이면, 모든 {\displaystyle n>N}에 대하여 {\displaystyle a_{n}<b_{n}}이게 되는 {\displaystyle N}이 존재한다.

증명:
{\displaystyle \lim _{n\to \infty }a_{n}=a<b=\lim _{n\to \infty }b_{n}}라고 하자. 정의 속 {\displaystyle \epsilon =(b-a)/2}의 경우에 의해 {\displaystyle a_{n}<a+\epsilon =b-\epsilon <b_{n}}인 {\displaystyle n}이 존재한다.
수열의 수렴성은 다음과 같이 판정할 수 있다.
- (샌드위치 정리) 수열 {\displaystyle (a_{n})_{n=0}^{\infty }}, {\displaystyle (b_{n})_{n=0}^{\infty }}, {\displaystyle (c_{n})_{n=0}^{\infty }}이 모든 {\displaystyle n>N}에 대하여 {\displaystyle a_{n}\leq b_{n}\leq c_{n}}이게 되는 {\displaystyle N}이 존재하고, {\displaystyle \lim _{n\to \infty }a_{n}=\lim _{n\to \infty }c_{n}=L}이면, {\displaystyle \lim _{n\to \infty }b_{n}=L}이다.
- (단조 수렴 정리) 단조 유계 수열은 수렴 수열이다.
- (실수의 완비성) 모든 실수 코시 수열은 수렴 수열이다.

주어진 수열 {\displaystyle (a_{n})_{n=0}^{\infty }}의 부분 수열은, 어떤 강한 증가 함수 {\displaystyle n\colon \mathbb {N} \to \mathbb {N} }, {\displaystyle k\mapsto n_{k}}를 써서 {\displaystyle (a_{n_{k}})_{k=0}^{\infty }}와 같은 형식을 갖는 수열이다. 수열과 그 부분 수열의 수렴성의 관계는 다음과 같다.
- 수렴 수열의 모든 부분 수열은 같은 극한으로 수렴한다.

증명:
{\displaystyle \lim _{n\to \infty }a_{n}=a}라고 하자. 임의의 {\displaystyle \epsilon >0}에 대하여 정의 속의 {\displaystyle N}이 존재한다. 그렇다면 임의의 {\displaystyle k>N}에 대하여 {\displaystyle n_{k}>k>N}이므로 {\displaystyle |a_{n_{k}}-a|<\epsilon }이다. 즉 {\displaystyle \lim _{k\to \infty }a_{n_{k}}=a}이다.
- (볼차노-바이어슈트라스 정리) 유계 수열은 항상 수렴 부분 수열을 갖는다.

실수열에 대한 사칙 연산과 극한 연산의 순서는 교환 가능하다. 즉, 두 수렴 수열 {\displaystyle (a_{n})_{n=0}^{\infty }}, {\displaystyle (b_{n})_{n=0}^{\infty }}의 극한이
{\displaystyle \lim _{n\to \infty }a_{n}=a}
{\displaystyle \lim _{n\to \infty }b_{n}=b}
라고 하면, 다음이 성립한다.
- {\displaystyle \lim _{n\to \infty }(a_{n}+b_{n})=a+b}
- {\displaystyle \lim _{n\to \infty }(a_{n}-b_{n})=a-b}
- {\displaystyle \lim _{n\to \infty }a_{n}b_{n}=ab}
- {\displaystyle \lim _{n\to \infty }{\frac {a_{n}}{b_{n}}}={\frac {a}{b}}\qquad (b_{n}\neq 0\forall n\in \mathbb {N} ;b\neq 0)}

증명:
{\displaystyle \lim _{n\to \infty }a_{n}b_{n}=ab}만을 증명하자. 임의의 {\displaystyle \epsilon >0}에 대하여 {\displaystyle a}의 정의 속의 {\displaystyle N_{1}}과 {\displaystyle b}의 정의 속의 {\displaystyle N_{2}}이 존재한다. 또한 수렴 수열은 유계 수열이므로, 임의의 {\displaystyle n}에 대하여 {\displaystyle |b_{n}|\leq M}인 {\displaystyle M}이 존재한다. 이와 삼각 부등식에 의해, 임의의 {\displaystyle n>\max\{N_{1},N_{2}\}}에 대하여 {\displaystyle |a_{n}b_{n}-ab|=|a_{n}-a||b_{n}|+|a||b_{n}-b|\leq \epsilon (|M|+|a|)}이다. 즉 {\displaystyle \lim _{n\to \infty }a_{n}b_{n}=ab}이다.

### 예
수렴 수열의 예는 다음과 같다.
- {\displaystyle \lim _{n\to \infty }c=c} ({\displaystyle c}는 상수)
- {\displaystyle \lim _{n\to \infty }{\frac {1}{n^{p}}}=0\qquad (p>0)}
- {\displaystyle \lim _{n\to \infty }a^{n}=0\qquad (|a|<1)}
- {\displaystyle \lim _{n\to \infty }{\sqrt[{n}]{a}}=1\qquad (a>0)}
- {\displaystyle \lim _{n\to \infty }{\sqrt[{n}]{n}}=1}
- 십진법에 의한 내림 근사 통해, 임의의 실수로 수렴하는 수열을 만들 수 있다. 이렇게 만든 수열은 모두 코시 수열이다. 수열 (0.3, 0.33, 0.333, ...)은 ⁠1/3⁠로 수렴한다. 수열 (1.4, 1.41, 1.414, ...)은 √2로 수렴한다.

더 많은 예는 다음과 같다.
- {\displaystyle \lim _{n\to \infty }\left(1+{\frac {1}{n}}\right)^{n}=e=2.71828\cdots } (자연로그의 밑)
- {\displaystyle \lim _{n\to \infty }\left(1+{\frac {x}{n}}\right)^{n}=e^{x}}
- {\displaystyle \lim _{n\to \infty }n\left(x^{\frac {1}{n}}-1\right)=\ln x\qquad (x>0)}
- {\displaystyle \lim _{n\to \infty }\left(1+{\frac {1}{2}}+{\frac {1}{3}}+\cdots +{\frac {1}{n}}-\ln {n}\right)=\gamma =0.57721\cdots } (오일러-마스케로니 상수)
- 산술 평균과 기하 평균에 의한 두 점화 수열은 모두 산술 기하 평균으로 수렴한다.

다음 예들은 수열이 무한대로 발산하는 속도의 비교를 반영한다.
- {\displaystyle \lim _{n\to \infty }{\frac {\ln n}{n^{p}}}=0\qquad (p>0)}

- {\displaystyle \lim _{n\to \infty }{\frac {n}{\sqrt[{n}]{n!}}}=e}

- {\displaystyle \lim _{n\to \infty }{\frac {n^{p}}{a^{n}}}=0\qquad (a>1)}

- {\displaystyle \lim _{n\to \infty }{\frac {a^{n}}{n!}}=0\qquad (a>1)}

- {\displaystyle \lim _{n\to \infty }{\frac {n!}{n^{n}}}=0}

### 무한대 극한
실수 수열 {\displaystyle (a_{n})_{n=0}^{\infty }\in \mathbb {R} ^{\mathbb {N} }}의 무한대 극한은 다음과 같은 두 경우로 정의된다. 극한이 무한대인 수열은 일반적으로 수렴 수열로 간주되지 않는다.
- 만약 임의의 실수 {\displaystyle K\in \mathbb {R} }에 대하여, 모든 {\displaystyle n>N}에 대하여 {\displaystyle a_{n}>K}이게 되는 자연수 {\displaystyle N\in \mathbb {N} }이 존재한다면, {\displaystyle (a_{n})_{n=0}^{\infty }}이 양의 무한대로 수렴(또는 발산)한다고 하고, {\displaystyle a_{n}\to \infty \,(n\to \infty )} 또는 {\displaystyle \lim _{n\to \infty }a_{n}=\infty }와 같이 표기한다.
- 만약 임의의 실수 {\displaystyle K\in \mathbb {R} }에 대하여, 모든 {\displaystyle n>N}에 대하여 {\displaystyle a_{n}<K}이게 되는 자연수 {\displaystyle N\in \mathbb {N} }이 존재한다면, {\displaystyle (a_{n})_{n=0}^{\infty }}이 음의 무한대로 수렴(또는 발산)한다고 하고, {\displaystyle a_{n}\to -\infty \,(n\to \infty )} 또는 {\displaystyle \lim _{n\to \infty }a_{n}=-\infty }와 같이 표기한다.

예를 들어,
- {\displaystyle \lim _{n\to \infty }n=\infty }
- {\displaystyle \lim _{n\to \infty }(-n)=-\infty }

무한대 발산은 발산과 다른 개념인 데 주의하자. 예를 들어,
- 수열 0, 1, 0, 1, 0, 1, 0, 1, ...은 발산 수열이나, 양이나 음의 무한대로 발산하지 않는다.
- 수열 1, 1, 2, 1, 2, 3, 1, 2, 3, 4, ...은 발산 수열이자 무계 수열이나, 양이나 음의 무한대로 발산하지 않는다.

## 거리 공간

### 정의
거리 공간 {\displaystyle (X,d)}({\displaystyle X}는 집합, {\displaystyle d}는 거리 함수)의 점렬 {\displaystyle (x_{n})_{n=0}^{\infty }\in X^{\mathbb {N} }}의 극한은 서로 동치인 다음 두 조건을 만족시키는, 거리 공간의 원소 {\displaystyle x\in X}이다.
- 모든 {\displaystyle \epsilon >0}에 대하여, 모든 {\displaystyle n>N}에 대하여 {\displaystyle d(x_{n},x)<\epsilon }이게 되는 자연수 {\displaystyle N\in \mathbb {N} }이 존재한다.
- {\displaystyle \lim _{n\to \infty }d(x_{n},x)=0}

이를 {\displaystyle x_{n}\to x\,(n\to \infty )} 또는 {\displaystyle \lim _{n\to \infty }x_{n}=x}와 같이 표기한다. 즉, 거리 공간 속 점렬의 극한 역시 점렬이 궁극적으로 임의의 오차 범위 이내로 접근하는 값이다. 오차에 대한 척도는 주어진 거리 함수이다. 또한, 만약 실수의 표준적인 거리 {\displaystyle (X,d)=(\mathbb {R} ,|x-y|)}를 사용하면, 실수 수열에 대한 정의는 거리 공간에 대한 정의에 포함된다.

### 성질
수렴 점렬의 극한은 유일하다. (이는, 어떤 점렬도 동시에 두 다른 점으로 그 둘 사이의 거리의 반 이내로 접근할 수는 없기 때문이다.)
수렴 점렬은 항상 유계 점렬이다.
코시 점렬이 항상 수렴 점렬일 필요는 없다. 코시 점렬이 항상 수렴 점렬인 거리 공간을 완비 거리 공간이라고 한다. 그러나, 만약 코시 점렬에게 수렴 부분 점렬이 존재한다면, 그 코시 점렬은 수렴한다.
거리 공간 위의 함수 {\displaystyle f\colon X\to X}에 대하여, 다음 두 조건이 서로 동치이다.
- {\displaystyle f}는 연속 함수이다.
- 임의의 {\displaystyle (x_{n})_{n=0}^{\infty }\in X^{\mathbb {N} }}에 대하여, 만약 {\displaystyle \lim _{n\to \infty }x_{n}=x}이면, {\displaystyle \lim _{n\to \infty }f(x_{n})=f(x)}이다. 즉, {\displaystyle f}는 임의의 점렬의 극한을 보존한다.

유클리드 공간 속 점렬 {\displaystyle (x_{k})_{k=0}^{\infty }\in (\mathbb {R} ^{n})^{\mathbb {N} }}에 대하여, 다음 두 조건이 서로 동치이다.
- (점렬 수렴) {\displaystyle \lim _{k\to \infty }x_{k}=x}
- (각 좌표 성분 수렴) 임의의 {\displaystyle i\in \{1,2,\ldots ,n\}}에 대하여, {\displaystyle \lim _{k\to \infty }x_{k,i}=x_{i}}

또한, 유클리드 공간 위의 임의의 Lp 거리 아래, 점렬의 수렴성은 동일하다.

## 위상 공간

### 정의
위상 공간 {\displaystyle (X,\tau )}({\displaystyle X}는 집합, {\displaystyle \tau }는 위상)의 점렬 {\displaystyle (x_{n})_{n=0}^{\infty }\in X^{\mathbb {N} }}의 극한은 서로 동치인 다음 두 조건을 만족시키는, 위상 공간의 원소 {\displaystyle x\in X}이다.
- {\displaystyle x}의 임의의 근방 {\displaystyle U}에 대하여, 모든 {\displaystyle n>N}에 대하여 {\displaystyle x_{n}\in U}이게 되는 자연수 {\displaystyle N\in \mathbb {N} }이 존재한다.
- {\displaystyle x}를 포함하는 임의의 열린 집합 {\displaystyle O}에 대하여, 모든 {\displaystyle n>N}에 대하여 {\displaystyle x_{n}\in O}이게 되는 자연수 {\displaystyle N\in \mathbb {N} }이 존재한다.

이를 {\displaystyle x_{n}\to x\,(n\to \infty )} 또는 {\displaystyle \lim _{n\to \infty }x_{n}=x}와 같이 표기한다. 즉, 위상 공간 속 점렬의 극한 역시 점렬이 궁극적으로 임의의 오차 범위 이내로 접근하는 값이다. 오차에 대한 척도는 주어진 위상이다. 또한, 만약 거리 공간의 표준 위상을 사용하면, 거리 공간에 대한 정의는 위상 공간에 대한 정의에 포함된다.

### 성질
수렴 점렬의 극한이 유일할 필요는 없다. 예를 들어, 비이산 공간 속의 임의의 점렬은 그 속의 임의의 점으로 수렴한다. 그러나 하우스도르프 공간의 경우, 수렴 점렬의 극한은 유일하다. 위상 공간 사이의 연속 함수는 점렬의 극한을 보존한다. 그러나, 그 역은 일반적으로 성립하지 않는다.

## 같이 보기
- 함수의 극한
- 급수
- 점마다 수렴
- 균등 수렴